# 仲之町站
仲之町站（日语：／ Nakanochō eki */?），日本銚子電氣鐵道銚子電氣鐵道線車站兼公司總部，位於千葉縣銚子市新生町2丁目297番地。

## 車站構造
仲之町站是一個地上車站，只有1面1線側式月台。車站旁邊設有車庫，但因線路問題從車庫駛出的列車不能駛進此站。站內原設有變電站，但現已遷至笠上黑生站，原址則成為銚子電氣鐵道有名的濡煎餅製造工場。車站月台上則設有遊戲《桃太郎電鐵》系列贊助的「幸福三像」中的「去除貧窮」神像。
車站沿用銚子電氣鐵道的前身——銚子遊覽鐵道時代建設的木造平房為站舍。此外，銚子電氣鐵道的公司总部亦設於站舍內。
仲之町站是銚子電氣鐵道的直營站，站內設有售賣名物濕煎餅、各種紀念車票、硬票入場券、乘車券和各種鐵道紀念品的商店，更設有大和運輸的宅急便服務。另外，車站旁設有飲品自動售賣機。
此外，站內也設有通往Yamasa醬油（ヤマサ醬油）第一工場的專用線，以方便運輸製作濕煎餅的醬油。創立於17世紀的Yamasa醬油是銚子當地知名度最高的代表性企業之一。

### 仲之町車庫
車庫設在車站月台對面，裡面停放了1922年德國製Deki3型（デキ3形）電力機車和各種車輛。除了晚上外，車庫全年對外開放參觀。只要在仲之町站購買入場券（150日圓），即可在不干擾車庫運作的情況下，從月台末端沿平交道前往參觀。

## 車站周邊
由於車站和車庫旁邊就是醬油工場，因此工場運作時站內會聞到一股獨特的醬油香味。春季的時候鐵路職員在軌道旁邊種植的油菜花開花，風景非常漂亮。此外，仲之町站附近也有一些景點。
- 醬油總部、銚子工場：位於車站南側。工場對外免費開放參觀，參觀者均獲贈一小瓶醬油留念，是前往銚子觀光客的熱點。周末工場休息時則播放電影（除夕和元旦除外）。此外，工場內更展出了一輛日本先存最古老的柴油機車"Auto"。這輛機車一直在專用線服務至1964年，現時被靜態保存在一個玻璃屋內。從車站步行5分鐘即達。
- 舊公正市民館：由醬油第十代傳人濱口儀兵衛出資興建，二戰銚子被空襲時未受轟炸，因而被保存下來。從車站往北步行7分鐘即達。
- 中央綠色公園：在日本國有鐵道新生站原址建設的公園，從車站往北步行5分鐘即達。
- 妙福寺古寺：日蓮宗有名的寺廟。寺內種植了一株樹齡750年的藤，名為「臥龍之藤」。5月上旬開花的時候寺廟會舉行藤祭。從車站往西步行5分鐘即達。

## 使用狀況
每日平均使用乘客：57人（2008年度）

## 歷史
- 1913年（大正2年）12月28日－作為銚子遊覽鐵道的一個車站開業。
- 1917年（大正6年）11月21日－銚子遊覽鐵道解散，車站被廢棄。
- 1923年（大正12年）7月5日－銚子遊覽鐵道的關係人士重組銚子鐵道（後改稱銚子電氣鐵道），路線復活。
- 1982年（昭和57年）11月1日－開設速遞服務。
- 1984年（昭和57年）2月1日－中止貨運業務。
- 2007年（平成19年）8月4日－設立「去除貧窮」神像。

## 相鄰車站
銚子電氣鐵道
■銚子電氣鐵道線 
銚子（CD01）－仲之町（CD02）－觀音（CD03）

## 其他
演歌歌手冰川清志的第八張單曲《初戀列車》的MV便是在本站月台上取景。

## 外部連結
- 銚子電鐵沿線Guide（页面存档备份，存于）

35°43′44″N 140°50′0.7″E / 35.72889°N 140.833528°E